# Ursus 3702
Ursus 3702 – ciągnik sadowniczy firmy Ursus spełniający normę emisji spalin Euro 3A. Zadebiutował w 2008 roku w Kielcach.

## Historia modelu
Premiera wersji prototypowej tego modelu nastąpiła w trakcie targów „AGROTECH” w Kielcach, w dniach 14–16 marca 2008 roku. Główne różnice w stosunku do pozostałych sadowników Ursus to: ekologiczny silnik Perkins, zmodernizowana kabina z podwieszonymi pedałami, bardziej szczelna i wyciszona kabina, poziom hałasu poniżej 83 dBA, uchylne przednie okno, zwiększona efektywność ogrzewania i nadmuchu powietrza, możliwość wyposażenia w klimatyzację i siedzisko komfortowe. W marcu 2010 roku podczas targów AGROTECH 2010 zaprezentowano zmodernizowany model o oznaczeniu Ursus 3702 Piko. W nowej wersji zastosowano  nowy wzór maski silnika oraz zmodernizowane kabiny firmy Metal Fach z Sokółki.

## Dane techniczne
- Typ silnika – PERKINS 1103D-33,
- Moc znamionowa – 36,9 kW (50 KM) przy 2200 obr./min,
- Pojemność silnika – 3300 cm³,
- Max.moment obrotowy – 210 Nm przy 1400 obr./min,
- Liczba cylindrów – 3,
- Liczba biegów przód/tył – 8/2 lub 12/4
- Wydatek pompy podnośnika – 26 (+19 )* l/min.,
- Hydraulika zewnętrzna – 4,
- Udźwig podnosnika – 1330 kg,
- WOM niezależny – 540/1000 obr./min.,
- Mechanizm kierowniczy – hydrostatyczny,
- Kabina komfortowa typ KOJA.

## Przykładowe zespoły dostępne opcjonalnie
- Pneumatyka hamulcowa,
- Górny zaczep transportowy,
- Obciążniki ramy przedniej – 100 kg,
- Reduktor biegów pełzających – 0,5 km/h.
- Klimatyzacja